# Ludwig Gustav Kleffel
Ludwig Gustav Kleffel (* 13. Januar 1807 in Goldberg; † 29. September 1885 in Rostock) war ein deutscher Kaufmann und Politiker.

## Leben
Als Sohn eines Tuchkaufmanns geboren, studierte Kleffel Rechtswissenschaften an den Universitäten Jena, Berlin, Heidelberg und ab 1841 an der Universität Rostock. Während seines Studiums wurde er 1837 Mitglied der Jenaischen Burschenschaft. Nachdem er sein Advokatenexamen bei der Regierung in Schwerin 1842 nicht bestanden hatte und 1849 wegen seiner Forderung nach besseren Verhältnissen und einer zeitgemäßen
Gesetzgebung zu sechs Monaten Haft und einer Geldstrafe verurteilt worden war, übernahm er 1852 die väterliche Firma in Goldberg. Er erweiterte das Geschäft um eines der ersten Fotoateliers in Mecklenburg; 1860 eröffnete er ein photographisches Lehrinstitut.
1867 zog er nach Berlin, wo er ein Geschäft für Fotozubehör betrieb. Er gilt als einer der Pioniere der Fotografie in Deutschland.
Er war 1848 Abgeordneter der Mecklenburgischen Abgeordnetenversammlung. Ab 1874 war er Rentner und lebte in Rostock, wo er 1885 starb.

## Veröffentlichungen
- Handbuch der practischen Photographie. Vollständiges Lehrbuch zur Ausübung dieser Kunst, unter besonderer Berücksichtigung der neuesten Erfahrungen und Verbesserungen; nebst einer ausführlichen Abhandlung über Stereoskopie und Panotypie sowohl für Photographen von Fach, wie besonders zum Selbstunterricht leichtfaßlich.
  - Dritte Auflage, H. Neuhoff & Co, Braunschweig 1861, Digitalisat
  - Vierte Auflage, C.F. Amelang, Leipzig 1863, Digitalisat
  - Fünfte Auflage, C.F. Amelang, Leipzig 1864, Digitalisat
  - Sechste Auflage, C.F. Amelang, Leipzig 1868, Digitalisat
  - Leipzig 1864, 8. Auflage 1880, ins Französische übersetzt.